# Cleistanthus malabaricus
Espèce
Synonymes
- Kaluhaburunghos malabaricus (Müll.Arg.) Kuntze[1]
- Lebidiera malabarica Müll.Arg.[1]

Statut de conservation UICN

 VU B1+2c : Vulnérable
Cleistanthus malabaricus est une espèce de plantes à fleurs de la famille des Phyllanthaceae.

## Publication originale
- Prodromus Systematis Naturalis Regni Vegetabilis 15(2): 508. 1866.